# Onslaught
Onslaught es un personaje ficticio que aparece en los cómics estadounidenses publicados por Marvel Comics.
Onslaught fue escrito como una entidad psiónica sensible creada a partir de la conciencia de dos mutantes: el Profesor Charles Xavier y Magneto. Durante una batalla entre los X-Men y los Acólitos de Magneto, el Profesor Xavier usó sus poderes telepáticos para apagar la mente de Magneto, volviéndolo catatónico. Se explicó a través de la serie cruzada Onslaught que el aspecto más oscuro de la mente de Magneto escapó al subconsciente de Xavier, donde se "fusionó" con la propia naturaleza más oscura de Xavier para finalmente convertirse en una persona separada.

## Historial de publicaciones
El personaje apareció por primera vez en un cameo en X-Men: Prime # 1 (julio de 1995), su primera aparición completa en X-Men vol. 2, # 53 (junio de 1996), donde fue cocreado por los escritores Scott Lobdell, Mark Waid y el artista Andy Kubert. Fue escrito y presentado como un villano que fue parte del efecto de los eventos en la historia de 1993 "Atracciones fatales". La introducción de Onslaught en las historias de X-Men provocó su propio evento cruzado en varios títulos de cómics de Marvel (incluidos los problemas de X-Men y Uncanny X-Men, y los problemas de Cable).

## Biografía

### Saga de Onslaught
Onslaught no hizo su primera aparición completa bajo ese nombre y traje cuando secuestró a Jean Grey, la llevó al Plano Astral, e intentó convencerla de seguirlo y llegar a ser su consorte. Sin revelarle a ella que era una parte de la mente de Xavier, trató de mostrarle el grado de odio reprimido y frustración del mismo Xavier, ambos hacia la aparente inutilidad de su sueño y hacia sus propios estudiantes (expresado en forma de un flashback de Uncanny X-Men vol. 1 #3, donde Xavier meditó sobre su amor no declarado e inexpresable por Jean Grey). Ella lo rechazó, y por eso Onslaught estalló de ira, quemando su frente con el propio poder psiónico de ella. Ella y los otros X-Men pronto se encontraron con Juggernaut, quién buscaba usar los poderes telepáticos de Jean para leer su memoria bloqueada y encontrar quien era realmente Onslaught. Antes de que ellos pudieran hacer algo, Onslaught secuestró a Juggernaut y lo mantuvo prisionero con la gema mística que le otorgaba sus poderes.
La entidad se manifestó entonces a los X-Men, teniendo una batalla brutal, y destruyendo la mayor parte de la escuela de Xavier. Bishop, el mutante perdido en el tiempo proveniente del futuro, había sido advertido acerca de un traidor dentro de las filas de los X-Men, que había traicionado al equipo en el pasado siglo XX, provocando su destrucción. Mientras Bishop tenía largas sospechas acerca de que esa persona era Gambito, los eventos antes mencionados aclararon que el traidor era Xavier, o mejor dicho, Onslaught. Bishop fue precisamente quien salvo a los X-Men de morir a manos del villano, al absorber un disparo de energía dirigido a los X-Men.
Auxiliado por Post y Bestia Oscura (quién se infiltró en los X-Men haciéndose pasar por Bestia), Onslaught intentó comenzar un Apocalipsis global que destruiría toda la humanidad. Bestia Oscura y sus aliados pelearon contra X-Factor y soltaron un número de Centinelas en la Ciudad de Nueva York. Estos Centinelas pelearon contra Spider-Man, Punisher, y el Green Goblin (Phil Urich, superhéroe que se retiró después de esta batalla), y mataron a los padres de Hallie Takahama, quien posteriormente sería una heroína, Jolt. Post derrota a Cable después de que él y Hulk pelean el uno contra el otro. Mientras tanto, con el apoyo del mutante misterioso Gateway, Wolverine y Elektra fueron capaces de discernir el origen de Onslaught como una síntesis mezclada de las mentes de Xavier y Magneto.
Comprendiendo la devastación hecha por Onslaught los X-Men fueron visitados por los Vengadores, acompañados por Rogue y Joseph (clon de Magneto, quien pensaba ser Magneto mismo). Nate Grey y la Fuerza-X pronto se unieron a los héroes en la Mansión X. Grey y Fuerza-X se quedaron ahí mientras que otros héroes viajaron a los cuarteles de Cuatro Fantásticos, donde fracasan al intentar impedir que Onslaught (en la forma de un joven Charles Xavier) secuestrara a Franklin Richards, hijo del Señor Fantástico y la Mujer Invisible.
Mientras tanto, los miembros de Fuerza-X fueron sojuzgados por Mr. Siniestro, quien también secuestra a Nate Grey. Si bien Siniestro intentó convencer a Grey de trabajar para él, Grey también fue visitado psíquicamente por Onslaught (de nuevo en la forma infantil de Xavier), secuestrándolo a pesar de la interferencia de Franklin Richards.
Se formaron extrañas alianzas con el fin de detenerlo, llegando a pelear juntos Apocalipsis y Cable, Joseph y Xavier, todos los Vengadores y los Cuatro Fantásticos. Onslaught fue capaz de usar el poder casi ilimitado de Nate Grey y Franklin Richards para amplificar el suyo, cambiando en su segunda forma física en el proceso. En esta forma, Onslaught peleó contra los héroes. Durante la batalla, Thor fue capaz de separar físicamente a Xavier de Onslaught. Sin la influencia de Xavier, Onslaught fue "libre" (como él lo dijo), sin las limitaciones de Xavier. Posteriormente, después de una confrontación con el mismo Xavier, al darse cuenta de lo que era ese mundo, hace un juicio y decide que nada sobrevivirá a Onslaught, declarando que ni mutantes ni humanos eran útiles, que todos serían igualmente destruidos por él.
Durante la penúltima batalla en Central Park, la entidad física de Onslaught combate contra los héroes reunidos (quienes ahora incluyen a Namor, a Hulk y sorpresivamente, al Doctor Doom). Jean utilizó sus poderes para apagar la parte racional de Hulk (su alter ego, Bruce Banner) y aprovechar su poder salvaje al máximo contra Onslaught, rompiendo su armadura. La explosión causada provocó la separación física entre Banner y Hulk, pero de cualquier modo no derrotó a Onslaught. En cambio lo liberó de sus limitaciones físicas y desencadenó el grado completo de su poder. Liberado de sus limitantes físicas, Onslaught usó sus habilidades de alteración de la realidad absorbidas de Franklin Richards y Nate Grey para crear un segundo sol, con el cual intentó destruir la Tierra.
Además, como resultado de esta "evolución", los héroes reunidos descubrieron que los ataques mutantes en realidad se agregaban a la fuerza de Onslaught (su forma evolucionada absorbía e incorporaba la energía que ellos usaban sobre él).
Habiendo determinado que la absorción de formas de vida 'normales' podría contener energía psíquica de Onslaught en un contenedor físico, los héroes no mutantes cargaron masivamente a Onslaught, mientras los mutantes soltaban toda su energía sobre los héroes en un intento de destruir a Onslaught, con el costo de matar a los héroes en el proceso.
Los Vengadores, los Cuatro Fantásticos, Bruce Banner (pero no Hulk, quién fue físicamente separado de Banner durante la batalla), y un indispuesto Doctor Doom recurrieron a sacrificar sus vidas de esta manera. Namor y la Bruja Escarlata fueron también sacrificados a pesar de ser mutantes. La Bruja Escarlata usó su poderes de control de la probabilidad para blindarse a sí misma y así poder entrar y Namor fue capaz de entrar debido al hecho de ser un híbrido humano-atlántido, mejor que un tradicional Homo Superior. Los héroes aparentemente murieron dejando a los X-Men como asesinos a los ojos del mundo y más odiados y temidos que nunca.
Pero gracias al poder de Franklin Richards, los héroes que dieron sus vidas para destruir a Onslaught no murieron; en vez de eso, ellos nacieron en un dimensión de bolsillo (Heroes Reborn). Esta dimensión fue contenida dentro de una esfera que Franklin pudo transportar con él hasta que los héroes perdidos fueron capaces de retornar.
En esta dimensión, durante un evento caótico comprendiendo entre la inminente detonación del núcleo de poder gamma de los cuarteles de los Vengadores (el cual fue posteriormente revelelado como una brecha en tiempo y espacio), Onslaught mismo apareció brevemente como un ser in-corpóreo. Con la partida de Rob Liefeld y Jeph Loeb del título de los Avengers, este misterioso suceso nunca fue tocado de nuevo.

### El Renacimiento de Onslaught
Cuando la Bruja Escarlata usó sus poderes para despojar de poder a incontables mutantes, incluyendo a Magneto y Xavier, su poder perdido se combinó y restauró a Onslaught (cuya conciencia todavía lo mantuvo persistente después de su muerte), quién esta ahora determinado a matar a Franklin Richards y cada héroe que exista. El primero aparece muy grotesco, una monstruosa forma con una cara tipo cráneo. Onslaught toma el control de la Antorcha Humana y el Sr. Fantástico en un intento de obtener a Franklin pero es interrumpido por Thing y la Mujer Invisible.
Cuando Franklin huye a Counter-Earth, Onslaught lo persigue. La apariencia de Onslaught cambió, convirtiéndose en más grande y refinado, ganando notablemente su característico casco estilo Magneto. Como sea, el próximamente se encuentra con el Capitán América y los Vengadores y finge ser vencido temporalmente cayendo sobre el océano.
Mientras, los Vengadores evalúan su nueva amenaza, ellos no toman en cuenta que Franklin habla acerca de Onslaught. Loki, mientras tanto, considera la llegada de la entidad conocida como Onslaught como la oportunidad perfecta para matar a Thor.
Poco después, Thor es asaltado por un Hulk poseído por Onslaught. Onslaught tiene a los dos peleando uno contra el otro para determinar quién es más fuerte, mientras él intenta destruir a los héroes restantes usando al vencedor de su lado. Onslaught elige a Hulk. Onslaught fue asaltado por los Vengadores antes de que pudiera levantar el martillo de Thor. Capitán América ordenó a la Antorcha Humana y Iron Man rescatar a Thor. En la batalla, el Capitán América ordenó a Hawkeye encontrar a Onslaught, y Hawkeye se enfrenta con el hecho de que Wolverine se esconde utilizando su traje. Los Vengadores continúan luchando contra Hulk, mientras que el Capitán América fue lanzado contra un edificio. Iron Man derrota a Hulk, dejándolo inconsciente. Él y el Capitán América planean su próximo movimiento, cuando Onslaught posee a Iron Man. De vuelta en la mansión de los Vengadores, Rikki Barnes estaba cuidando a Franklin cuando Loki, Verdugo, la Bruja Escarlata, Enchantress y Ultron los sorprenden con una oferta para ayudar a la derrota de Onslaught.
Después de una breve escaramuza, los héroes y villanos decidieron trabajar juntos para derrotar a Onslaught. Rikki "Bucky" Barnes derrotó a Onslaught con un Auto Fantástico, enviándolo a la Zona negativa, atrapándolo. Onslaught fue visto por última vez flotando fuera de la Prisión del Área 42 en la Zona Negativa.

### Onslaught desatado
Nomad comenzó a tener pesadillas extrañas en lo profundo de las selvas de América del Sur, el problema parece ser mayor cuando su compañero, Toro, comienza a sufrir los mismos síntomas. Más tarde, mientras Roxxon investigaba un conglomerado empresarial para los sistemas de armas ilegales, los Vengadores Secretos descubrieron los planes de Power Project, una fuente de energía nueva y mortal siendo desarrollada en secreto en la selva colombiana. A medida que los Vengadores Secretos investigaban las instalaciones, Bestia y Ant Man encontraron la fuente de la energía misteriosa, proveniente de la Zona Negativa: la bestia Onslaught, quien ha logrado escapar.
Tras poseer el cuerpo de Rikki, Onslaught revela que el verdadero Rikki murió en la Zona Negativa y no era más que una construcción hecha por Onslaught para poder utilizar la energía que había almacenado en ella como un ancla para instalarse de nuevo en el Universo Marvel principal.
A pesar de que Rikki aparentemente estaba muerto, Steve Rogers comenzó a tener pesadillas similares a las de Rikki, lo que sugiere que Onslaught está listo para regresar.

## Poderes
Onslaught es una entidad psiónica con potencia superior física y mental, que posee las habilidades combinadas del Profesor X, Magneto, Franklin Richards y Nate Grey. En su mejor momento, Onslaught poseía telepatía, telequinesis, proyección de energía, detección de presencias mutantes, la manipulación de los campos magnéticos, y alteración de la realidad. Onslaught también puede aumentar su tamaño físico y su fuerza.
Onslaught superaba en poder al nivel Omega. En su primera forma (cuando él era uno con Xavier), Onslaught mostró una amplia gama de habilidades, incluyendo fuerza casi ilimitada, y la indestructibilidad. Los poderes psiónicos de Onslaught aparecieron sin límites. Él era especialmente poderoso en el plano astral, donde parecía tener habilidades divinas. Incluso los poderes de Jean Grey eran completamente inútiles contra él.
Tras evolucionar completamente, Onslaught se convirtió en una segunda forma, menos parecido a Magneto y más parecido a un monstruo cibernético. De esta forma, sus poderes se incrementaron a niveles casi divinos, incluyendo la capacidad para manipular masas, crear y formar de nuevo la materia a voluntad y una aparente omnisciencia. Su fuerza física también ha demostrado estar a niveles exageradamente altos, tanto es así que él fue capaz de arrancar literalmente la Gema Carmesí de Cyttorak de Juggernaut y echarlo de América del Norte y aguantar una pelea física con Hulk. Al final, el verdadero cuerpo de Onslaught se reveló como una masa de energía psiónica pura, que era inmune a todo tipo de ataques físicos.

## En otras multimedias

### Videojuegos
- Onslaught es un personaje jefe en Marvel vs. Capcom: Clash of Super Heroes, con la voz de Maurice Dean Wint. En este juego, aparece como el jefe final, y tiene dos formas que el jugador debe derrotar: la primera forma, que es la de un personaje de tamaño normal, y la segunda y última forma, que es la de un gigante flotante. Tras la derrota, se revela que es Charles Xavier.
- Onslaught aparece como un personaje villano en Marvel Super Hero Squad Online, con la voz de Travis Willingham.
- Red Onslaught es un jefe de incursión en el MMO Marvel Heroes.
- Onslaught es un personaje reclutable, desbloqueable y jugable en el juego de rol de Match 3 Marvel Puzzle Quest.
- Onslaught es un personaje desbloqueable y jugable en el juego de SNAP donde tiene 6 puntos de energía y 8 de poder, teniendo como habilidad: Continuo: duplica tus otros efectos continuos en esta ubicación. SNAP.
- Onslaught es un personaje desbloqueable y jugable en el juego de peleas Marvel Contest of Champions.[16]